# Antonio Dal Col
Antonio Dal Col (né le 14 juin 1932 et mort le 7 janvier 2017 à Conegliano) est un coureur cycliste italien, actif dans les années 1950 et 1960.

## Biographie
Chez les amateurs, "Toni" Dal Col se classe notamment dixième du Tour d'Autriche en 1958, tout en ayant remporté une étape. Il passe ensuite professionnel en 1959 au sein de la formation Torpado,. Décrit comme un bon grimpeur, il participe à son premier Tour d'Italie, où il termine neuvième d'une étape de montagne. L'année suivante, il s'impose sur une étape du Tour de Sicile, sous les couleurs de l'équipe Bianchi. 
Il met un terme à sa carrière à l'issue de la saison 1962, après une dernière saison en individuel. 

## Palmarès

### Par année
- 1957
  - Trofeo Martiri Trentini
- 1958
  - 7e étape du Tour d'Autriche
  - 3e de Vicence-Bionde
- 1960
  - 3e étape du Tour de Sicile

### Résultats sur les grands tours

#### Tour d'Italie
3 participations
- 1959 : abandon
- 1960 : 44e
- 1961 : abandon